# Prosimulium multidentatum
Prosimulium multidentatum är en tvåvingeart som först beskrevs av Twinn 1936.  Prosimulium multidentatum ingår i släktet Prosimulium och familjen knott. Inga underarter finns listade i Catalogue of Life.